# Мощена
Мощена — село в Україні, у Люблинецькій селищній територіальній громаді Ковельського району Волинської області. Населення становить 562 особи. Відстань до районного центру (м. Ковель) — 9 кілометрів. День села відзначається 15 липня.

## Географія

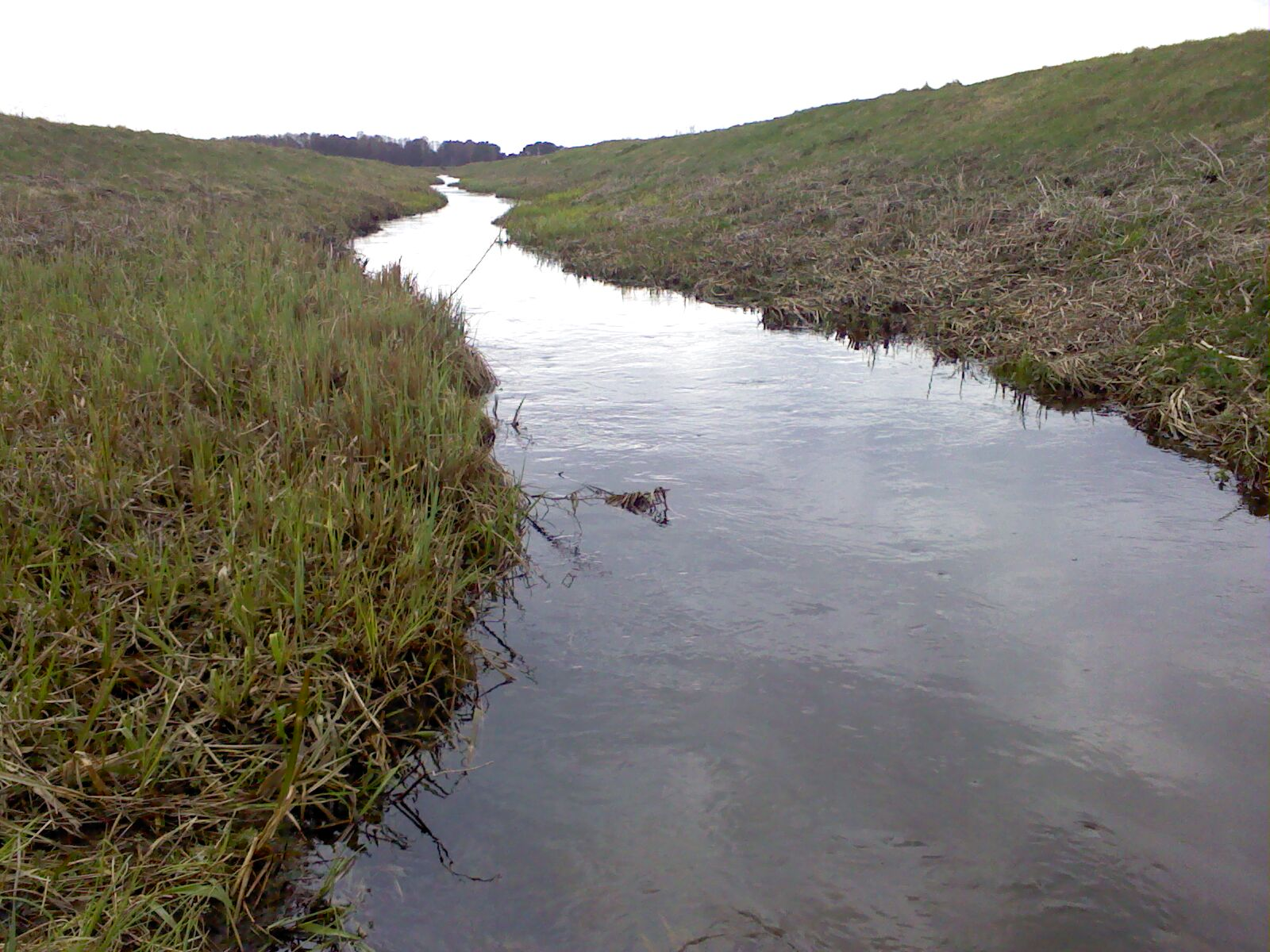
Річка Рудка

Село розкинулось на Поліській низовині, що відноситься до Східноєвропейської рівнини. В геологічному ракурсі Мощена, як і вся північна частина області, лежить на Ковельському виступі, який є частиною древньої, дорифейської Східноєвропейської платформи. Рельєф рівнинний, максимальні перепади висоти кілька метрів. Середня висота над рівнем моря 179 метрів. Займає площу 1,05 км².
З півночі село обмежене невеликими піщаними пагорбами а також хвойними та мішаними лісами, а з півдня до нього примикають луги і болота. Ґрунти в основному піщані та торф'яні, придатні для землеробства внаслідок проведення меліорації. Біля села знаходиться Мощенське водосховище, яке було утворене у 1970-х рр. як складова частина меліоративної системи. Неподалік від села протікає річка Рудка. Клімат — помірно-континентальний
Село сполучене асфальтованою дорогою з містом Ковель та ґрунтовими дорогами на захід до Кругеля та Нових Кошар, на південь до Черкас та на північ до Красноволі та Дубового.
Сусідні населені пункти:
У селі чотири вулиці із житловою забудовою — 40-річчя Перемоги, 17 вересня, 1-го травня та Садова. Більшість адміністративних установ розташовані на 40-річчя Перемоги.

### Клімат
Мощена відноситься до зони зони мішаних лісів. Клімат села помірно континентальний. Абсолютний мінімум температури — -34 ° (1987 р.)
| Клімат Мощени           | Клімат Мощени | Клімат Мощени | Клімат Мощени | Клімат Мощени | Клімат Мощени | Клімат Мощени | Клімат Мощени | Клімат Мощени | Клімат Мощени | Клімат Мощени | Клімат Мощени | Клімат Мощени | Клімат Мощени |
| Показник                | Січ.          | Лют.          | Бер.          | Квіт.         | Трав.         | Черв.         | Лип.          | Серп.         | Вер.          | Жовт.         | Лист.         | Груд.         | Рік           |
| Абсолютний максимум, °C | 13            | 18            | 24            | 30            | 32            | 33            | 35            | 36            | 32            | 29            | 20            | 18            | 36            |
| Середній максимум, °C   | 0             | 1             | 6             | 14            | 20            | 22            | 25            | 24            | 18            | 13            | 6             | 1             | 12,5          |
| Середня температура, °C | −6            | −6            | −2            | 3             | 8             | 11            | 13            | 12            | 8             | 4             | 0             | −4            | 3,5           |
| Середній мінімум, °C    | −34           | −32           | −24           | −6            | −4            | 1             | 1             | 1             | −4            | −11           | −23           | −27           | −15           |
| Норма опадів, мм        | 40            | 37            | 34            | 45            | 65            | 90            | 93            | 78            | 60            | 47            | 39            | 37            | 665           |
| ----------------------- | ------------- | ------------- | ------------- | ------------- | ------------- | ------------- | ------------- | ------------- | ------------- | ------------- | ------------- | ------------- | ------------- |

## Історія
Впродовж багатьох віків свого існування село побувало в складі багатьох держав.

### Річ Посполита
У 1542 році ковельський князь Василь Михайлович Сангушко видав «жалувану грамоту» Демиду Войткевичу на володіння дворищем в с. Мощена за умови несення військової служби.
У грамоті польського короля Сигізмунда І від 4 березня 1543 р., у якій було зазначено добровільний обмін землями між князем Василем Санґушком і королевою Боною. Сангушки отримали землі в Мстиславському воєводстві (суч.Могильовська область), а Бона — Ковельське помістя, у яке входили:
|  | ...замок Ковел, з местом и з дворы, к нему прислужаючими и прилежачими, на имя: Мощеном, Дубном, Клевецком, Туличовом... |

В середині XVI століття на Ковельщині виникає унікальна структура господарювання. Ремісники сіл об'єднувалися у війтівства. Таких об'єднань було 5 — Мощенське, Миляновицьке, Заріцьке, Вижовське та Поліське. До Мощенського входили ремісники сіл Мощеної, Дубового, Вербки, Гішина, Облап, Довгонос.
Після смерті Бони, село, у числі багатьох інших, перейшло в королівську казну. В 1564 р. Ковельська волость, у тому числі і Мощена, переходить у володіння князя Андрія Курбського, а після його смерті (1583 р.) — до його дружини, Олександри Семашко. В 1590 р. все Ковельське помістя переходить в довічне володіння Андрія Фірлея, зятя колишньої княгині Курбської, Марії Гольшанської. Після цього воно знову стало королівським володінням. В XVII столітті село було подароване в довічне володіння графу Вацлаву Лєщинському, старості Ковельському, який в 1671 році побудував тут церкву.
Торкнулася села і волочна реформа 1557 р.. Так на час впровадження реформи в селі було зареєстровано 50 волок землі, з яких збирали чиншу 13 флоринів, 10 грошей за рік. На час люстрації 1663 року їх лишилося всього 8. Причина відома: непомірна плата за землю змушувала власників відмовлятися від неї.

### Російська імперія

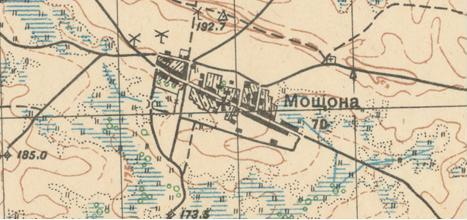
Російська мапа села 1920 р.

Після третього поділу Польщі в 1795 ці землі відійшли до складу Росії. Село увійшло в новоутворений Ковельський повіт Волинської губернії.
7 листопада 1894 року було відкрито перший навчальний заклад в селі — церковно-приходську школу. Викладання в ній, як і повсюдно в імперії, велося російською мовою. Наприкінці XIX ст. село мало 84 двори і 543 жителя.
У 1906 році село Старокошарської волості Ковельського повіту Волинської губернії. Відстань від повітового міста 6 верст, від волості 6. Дворів 94, мешканців 661.

### Польська Республіка
В 1921 році згідно із Ризьким договором село, як частина Волині, відійшло до 2-ї Речі Посполитої. Мощена увійшла до сільської ґміни Старі Кошари, що мала у своєму складі 29 громад, проіснувала з 1921 по 1939 роки.

### Друга Світова Війна

Пам'ятник Невідомому солдату в центрі села.

У вересні 1939 згідно із Пактом Молотова — Ріббентропа село захопили радянські війська. Одразу ж почалася організація колгоспу «Ковельський».
27 червня 1941 село захопили німецькі війська. Партизани з навколишніх лісів, куди увійшла й низка мощенців, впродовж років війни здійснили ряд диверсій зокрема на відтинку залізниці Берестя-Ковель. У березні 1944 р. через вбивство мощенцями німецького солдата село було дощенту спалене, а частину селян вивезли до Німеччини. Неушкодженою залишилась тільки церква.
7 червня 1944 в село знову увійшли радянські війська на чолі з маршалом Рокоссовським. Під час війни загинуло близько 130 мешканців села.

### СРСР
В 1949 році утворенням колгоспу було остаточно завершено колективізацію. У 1959 р. його було реорганізовано у Ковельський відгодівельний радгосп. В 1962 радгосп переведено на госпрозрахунок і селяни отримали гарантовану оплату праці. З 1967 року господарство спеціалізувалося на вирощуванні племінного молодняка ВРХ та свиней. За післявоєнні роки побудовано 148 житлових будинків.
До 1970 року вже діяли фельдшерсько-акушерський пункт, магазин, восьмирічна загальноосвітня школа, бібліотека, будинок культури та дитсадок.

## Населення
Населення Мощени на 2015 рік становить 583 жителя. Густина населення — 555 чол./км².
Згідно з переписом УРСР 1989 року чисельність наявного населення села становила 545 осіб, з яких 256 чоловіків та 289 жінок.
За переписом населення України 2001 року в селі мешкало 540 осіб.

### Мова
Розподіл населення за рідною мовою за даними перепису 2001 року:
| Мова       | Відсоток |
| ---------- | -------- |
| українська | 97,80 %  |
| російська  | 2,20 %   |

### Уродженці
- Ліщук Адольф Іванович (1937—2022) — радянський та український учений, фізіолог рослин та еколог, доктор біологічних наук (1991), професор (1998); академік Національної академії аграрних наук України (1995).
- Масловський Віталій Іванович (1935—1999) — радянський та український історик, доктор історичних наук, професор

## Розбудова села

### Транспорт

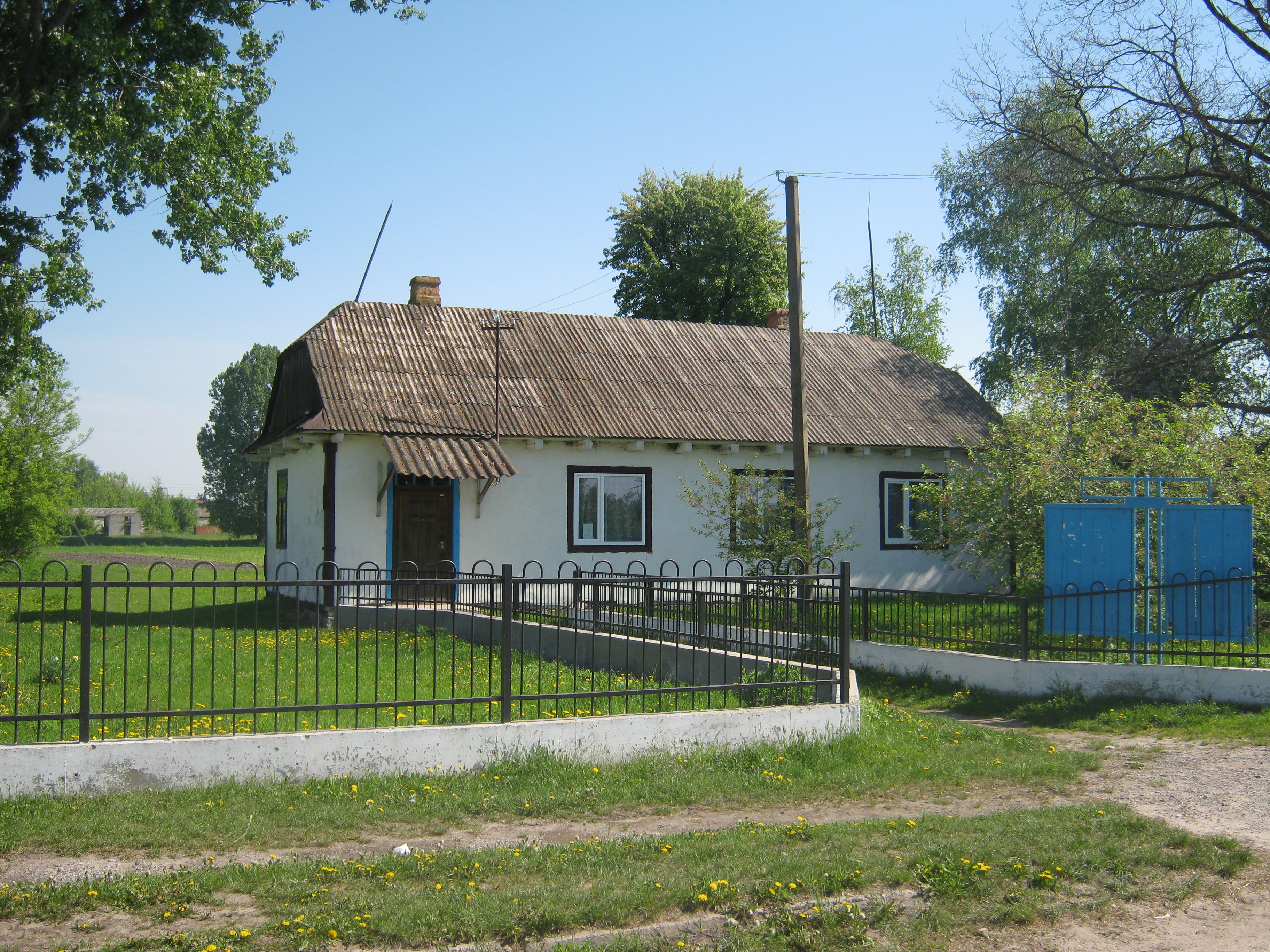
Будинок Культури

Поблизу села проходять дві залізничні лінії: Ковель—Берестя і Ковель—Любомль. Є однойменна залізнична станція (лінія Берестя-Київ, збудована в 1873), яка знаходиться на відстані трьох кілометрів від села. У 2001 році гілка була електрифікована. До села від міста Ковель веде асфальтована дорога. За цим маршрутом курсує автобус.

### Побут

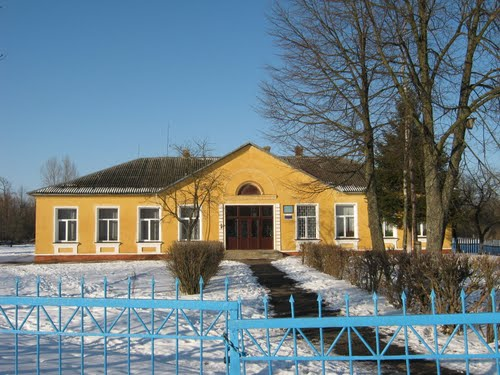
Школа

Добробут селян базується на сільському господарстві, вироблені продукти продають в місті Ковель. Там же значна частина селян працює. Деякі селяни займаються торгівлею із Польщею. У селі працюють Мощенська загальноосвітня школа I—II ступенів, відділення зв'язку, будинок культури, бібліотека та медичний пункт. Сфера послуг представлена 2 магазинами. 4 лютого 2016 р. відбулось відкриття дошкільного навчального закладу «Казка».

## Релігія

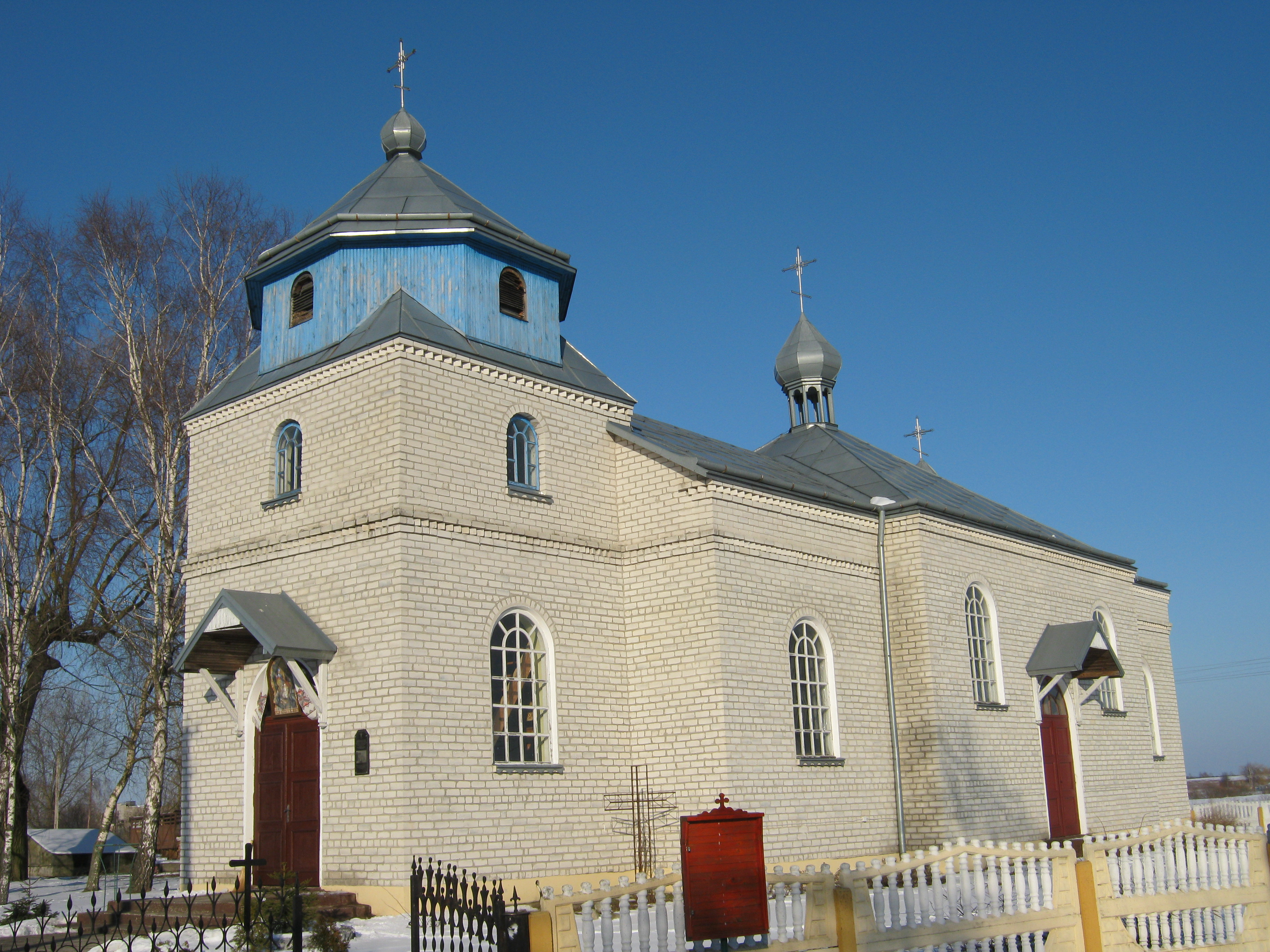
Церква Різдва Пресвятої Богородиці

Перша православна церква в селі була побудована в 1671 р. на кошти Вацлава Лєщинського, старости Ковельського. Носила назву св. великомученика Євстафія. Була дерев'яною. Розібрана в 1886 р.
На цьому ж місці в 1887 р. за кошти прихожан (7500 руб.) почалось будівництво нового храму — Різдва Пресвятої Богородиці (освячено 23 липня 1889 р.). Нова церква також була дерев'яною, на кам'яному фундаменті, покрита залізом. Висота церкви складала 40 арш.(28,5 м.), довжина — 31 арш.(22 м.), ширина — 24 арш. 8 в.(17,2 м.). Побудована за проектом губернського архітектора Бичкова. До 1914 р. в храмі перебував дзвін, званий Субітник, вагою 8 пуд.(131 кг.), з датою 1670 р.. У 1944 р. під час визволення Ковеля у церкву влучила авіабомба і її згодом розібрали на будматеріали.
Нову церкву було побудовано уже при незалежній Україні — у 1997 р. Вона також називається Різдва Пресвятої Богородиці. Це цегляна будівля, орієнтована по осі Захід — Схід. Вхід з західної сторони. Використовується Православною церквою України. Настоятель — священик отець Василь Старевич.

## Пам'ятки

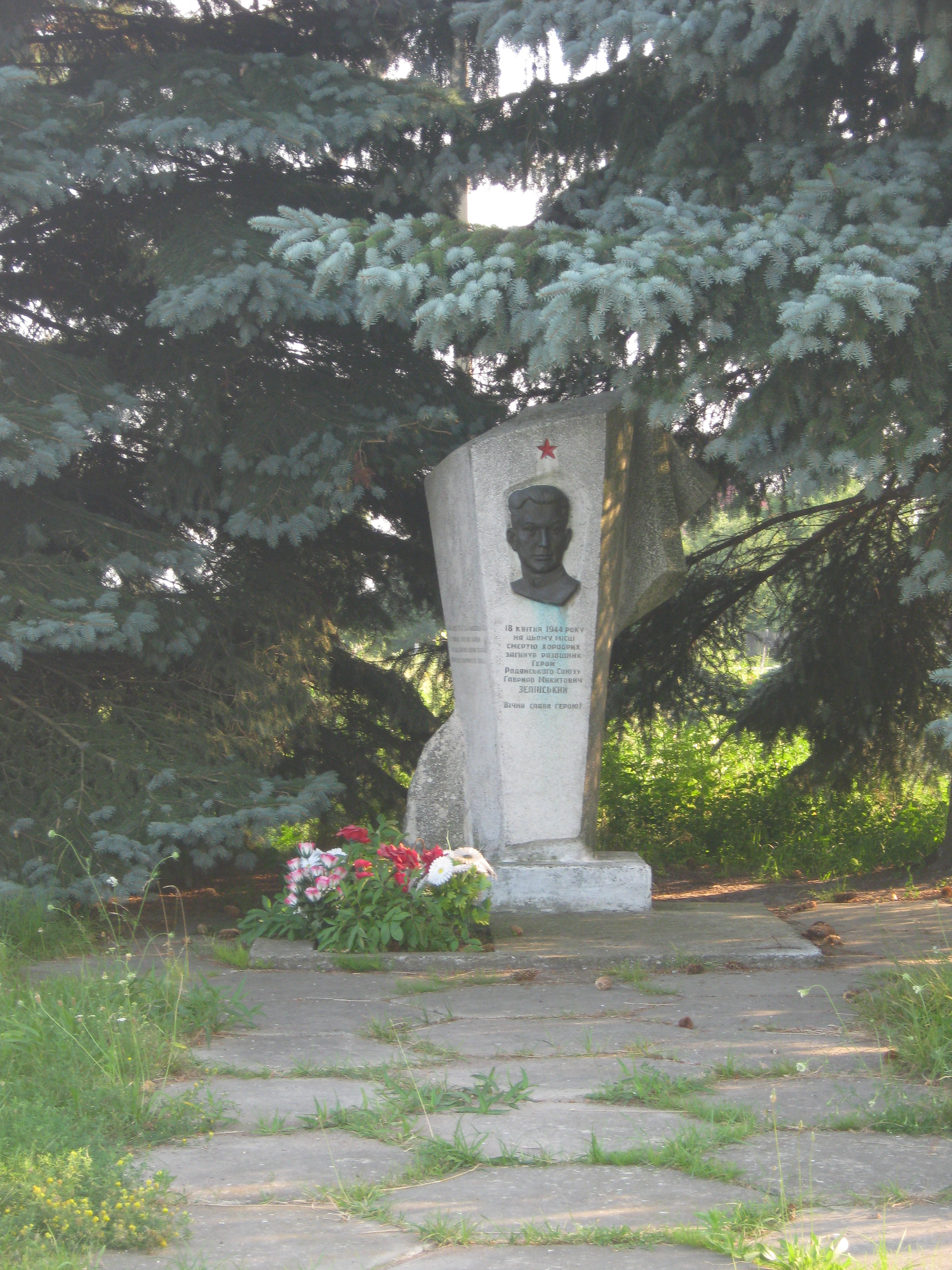
Пам'ятний знак на місці подвигу Зеленського при в'їзді в село

- Біля церкви знаходяться обеліск Слави (1979 р.) та пам'ятник Невідомому солдату (1988 р.).
- При в'їзді в село знаходиться пам'ятний знак з погруддям Героя Радянського Союзу, розвідника Зеленського Гавриїла Микитовича (1988 р.), який загинув поблизу села.
- На території сільради знаходиться урочище Марина — братська могила радянських воїнів. У 2012 році стараннями працівників Волинського регіонального музею українського війська та військової техніки та пошуковців загону «Відродження», який діє при обласній громадській організації «Сумління», тут було знайдено, ідентифіковано та перепоховано останки 11 радянських воїнів, встановлено дубовий хрест та пам'ятну дошку[17].

## Додаткова інформація

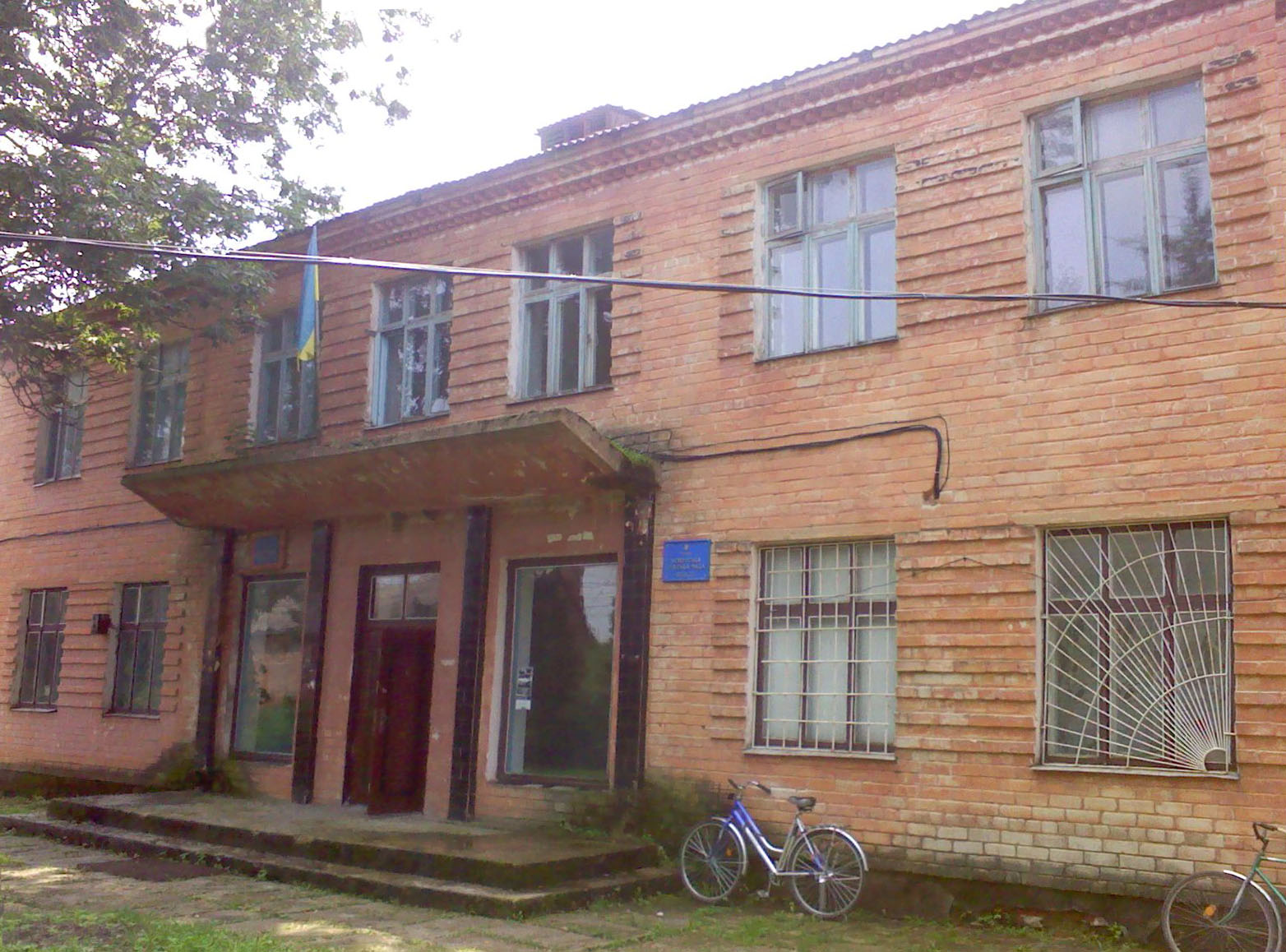
Будівля дитсадка

### Статистичні дані
Код КОАТУУ — 0722184601. Поштовий індекс — 45030. Телефонний код — 3352. Автомобільний код — AC / 03.